# Nậm Khắt (Văn Bàn)
Nậm Khắt  là dòng suối trong hệ thống sông Hồng, chảy ở huyện Văn Bàn tỉnh Lào Cai, Việt Nam .
Nậm Khắt dài cỡ 15 km, lưu vực cỡ 50 km².

## Dòng chảy
Nậm Khắt khởi nguồn từ vùng núi phía bắc xã Nậm Chày huyện Văn Bàn, chảy về hướng đông nam.
Sang xã Thẩm Dương thì đổ vào Sông Minh Lương hay Nậm Chăn. Từ đó nước chảy tới Ngòi Nhù và đổ ra sông Hồng.

## Thủy điện
Thủy điện Nậm Khắt có công suất lắp máy 7,5 MW với 2 tổ máy, xây dựng trên dòng Nậm Khắt, khởi công tháng 6/2016, hoàn thành tháng 1/2018 .

## Chỉ dẫn
1. ↑  Trong tiếng Thái-Tày "Nậm" có nghĩa là nước, sông, suối.